# Joseph Klarmann
Joseph Klarmann (geboren 16. Januar 1928 in Berlin; gestorben 21. Februar 2006 in Richmond Heights (Missouri)) war ein US-amerikanischer Astrophysiker.

## Leben
Joseph Klarmann war ein Sohn des Kaufmanns Max Klarmann und der Hanna Jacobus, er hatte die 1935 geborene Schwester Ruth. Der Familie gelang im April 1939 die Emigration nach Italien und von dort nach Palästina. Klarmann war 1948 Soldat der Israelischen Verteidigungsstreitkräfte (IDF) im Israelischen Unabhängigkeitskrieg. Er studierte von 1947 bis 1953 an der Hebräischen Universität in Jerusalem mit einem Master-Abschluss.
1953 emigrierte er mit Unterstützung von Verwandten in die USA und ging an die University of Rochester, an der er 1958 promoviert wurde. 1961 wurde er Assistant Professor für Physik an der Washington University in St. Louis und arbeitete dort mit Michael W. Friedlander an der Erforschung der Kosmischen Strahlung und der Entwicklung von Forschungstechniken für die Gammaastronomie. Klarmann wurde 1964 Associate Professor und erhielt 1974 eine Professur. Er wurde 1996 emeritiert. Ein Student bei ihm war Marc Kamionkowski.
Klarmann war Mitglied der Internationalen Astronomischen Union, der American Academy of Arts and Sciences und der American Association of Physics Teachers.

## Schriften (Auswahl)
- On the fluxes of the heavy component of the primary cosmic rays. Ph. D. University of Rochester. Dept. of Physics, 1958
- Joseph Klarmann, M W Friedlander: Primary Cosmic Radiation. Ft. Belvoir Defense Technical Information Center Jan 1971.